# Universiteit van Arkansas
De Universiteit van Arkansas is een universiteit in Fayetteville in het noordwesten van de staat Arkansas.
Het is de belangrijkste universiteit van Arkansas en vooral bekend om opleidingen voor architectuur, landbouw (vooral gevogelte) en economische wetenschappen.
De universiteit werd in 1871 opgericht als Arkansas Industrial University en kreeg de huidige naam in 1899. UARK liet in 1948 als eerste universiteit in de zuidelijke staten Afro-Amerikaanse studenten toe.
De sportteams van de Universiteit van Arkansas worden de Razorbacks, ookwel Hogs genoemd. Het American footballteam speelt in het Donald W. Reynolds Razorback Stadium, dat plaats biedt aan 76.000 toeschouwers. De universiteit is op sportgebied lid van de Southeastern Conference.

## Verbonden

### Als hoogleraar
- Bill Clinton (1946), hoogleraar rechten 1973-1976, president van de VS
- Hillary Clinton (1947), hoogleraar rechten 1974-1976, minister van buitenlandse zaken van de VS

### Als student
- J. William Fulbright (1905-1995), senator
- Zenobia Powell Perry (1908-2004), componiste
- Frederick S. Miller (1930-2006), componist
- Monte Tubb (1933), componist
- Jacqueline Cramer (1951), Nederlands minister
- Ricardo Martinelli (1952), president van Panama
- Blanche Lincoln (1960), senator
- Mike Conley (1962), atleet
- Mark Pryor (1963), senator
- John Daly (1966), golfer
- Timothy Rhea (1967), componist
- Alistair Cragg (1980), Iers atleet
- Veronica Campbell (1982), sprintster

### Eredoctoraat
- William Grant Still (1895-1978), componist
- Tenzin Gyatso (1935), veertiende dalai lama